# Gigabyte

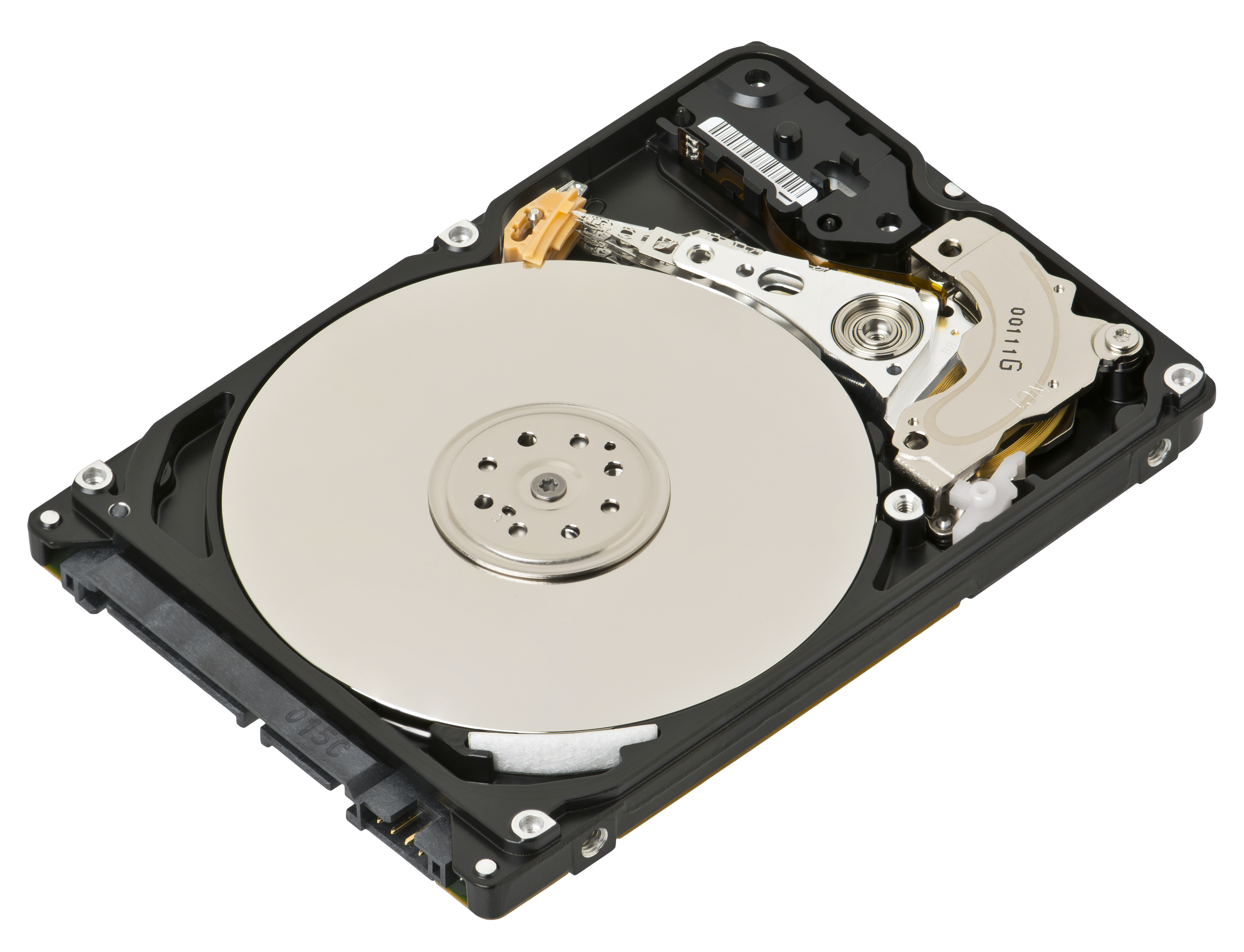
Esta unidade de disco rígido de 2,5 polegadas tem uma capacidade de 500 gigabytes (GB) de dados (ou seja, 500 bilhões de bytes).

Gigabyte (símbolo Gbyte, GB, G) é uma unidade de medida de informação, segundo o Sistema Internacional de Unidades — S.I., que equivale a um bilhão (milhar de milhões) de bytes, ou seja, 1 000 000 000 bytes, ou ainda 109 bytes.
Dependendo do contexto, pode representar 230 = 1 073 741 824 bytes ou 1 024 megabytes (MB). Para evitar esta ambiguidade, foi recentemente introduzido o múltiplo gibi que permite a utilização do termo gibibyte para designar a quantidade de informação correspondente a 230 bytes.
Atualmente, os fabricantes de dispositivos de armazenamento (HD,s, PenDrive e Memórias) se referem a gigabyte dentro do contexto do Sistema Internacional de Unidades (S.I.), ou seja, 1 000 000 000 bytes ou 109 bytes. Mais informações ver prefixo binário.